# Штабс-фельдфебель (Бундесвер)

Штабс-фельдфебель (нем. Stabsfeldwebel, StFw или SF) — воинское звание старшего унтер-офицерского состава с портупеей в Вооруженных силах Германии (Сухопутные войска и Воздушные силы вермахта, Бундесвера).
Введено в Вермахте в 1938 году как высшее звание унтер-офицеров «с портупеей» (при этом в кавалерии, артиллерии и зенитной артиллерии ему соответствовало звание «штабс-вахмистр», а в войсках СС ему соответствовало звание штурмшарфюрер (нем. Sturmscharführer)). Являлось довольно редким званием, присваивалось лицам, которые длительное время добросовестно служили в более низких унтер-офицерских чинах, но считались непригодными к производству в офицеры по причине недостаточной грамотности, общей низкой культуры и т.п.
В Бундесвере штабс-фельдфебель располагается по старшинству между военными званиями обер-штабс-фельдфебель (Oberstabsfeldwebel) и Гауптфельдфебель (Hauptfeldwebel).
В ВМС соответствует званию	Штабс-боцман.
Код НАТО — OR-8.